# Myripristis randalli
Myripristis randalli är en fiskart som beskrevs av Greenfield, 1974. Myripristis randalli ingår i släktet Myripristis och familjen Holocentridae. Inga underarter finns listade i Catalogue of Life.